# Seitenwahl
Bei verschiedenen Ballsportarten erfolgt vor dem Spielbeginn die Seitenwahl. Dabei wird festgelegt, welche Partei zunächst in welche Richtung spielt, und welche mit dem Spiel beginnt. In vielen Sportarten findet jedoch – trotz gegenteiliger Bezeichnung – keine Wahl, sondern eine Auslosung statt. Beispiele für Sportarten mit Seitenwahl sind: Fußball, Handball, Tennis und Eishockey.

## Fußball
Die Seitenwahl beim Fußball erfolgt vor dem Spiel und gehört zur Begrüßung zwischen Schiedsrichtern und Spielführern.
Beide Mannschaften und das Schiedsrichtergespann aus einem Schiedsrichter und zwei Schiedsrichterassistenten stellen sich in der Mitte des Spielfeldes in einer Linie parallel zu den Seitenlinien auf und begrüßen die Zuschauer durch Winken mit der Hand (gleiches nach Kehrtwendung). In Spielen unterklassiger Mannschaften (kaum Zuschauer) stehen sich beide Vertretungen längs der Mittellinie gegenüber.
Im Anschluss an diese Publikums- beziehungsweise Mannschaftsbegrüßung folgt die Begrüßung der Spielführer (untereinander und mit dem Schiedsrichtergespann), bevor es dann zur Seitenwahl kommt.
Bei der Seitenwahl wird per Münzwurf entschieden, in welcher Spielhälfte die Mannschaften beginnen und wer Anstoß hat. Der Schiedsrichter lässt den Spielführer der Auswärtsmannschaft für Kopf oder Zahl bzw. für eine der beiden Farben der Münze entscheiden. Anschließend wirft der Schiedsrichter die Münze. Die erfolgreiche Mannschaft kann zwischen Anstoß und Seitenwahl wählen. Wählt er den Anstoß, geht die Möglichkeit der Seitenwahl auf den Kapitän der gegnerischen Mannschaft über.
Zwischen Sommer 1997 und Sommer 2019 konnte der Gewinner des Münzwurfes ausschließlich die Seite und somit die Spielrichtung der ersten Halbzeit wählen. Die Möglichkeit, den Anstoß zu nehmen, wurde mit der Saison 2019/20 wieder eingeführt.
Nach der Seitenwahl stellen sich die Mannschaften zum Anstoß auf. Bei offiziellen Länderspielen folgt die Begrüßung vor der Seitenwahl einem besonderen Zeremoniell (Nationalhymnen etc.).
Auch vor Verlängerung und Elfmeterschießen sehen die Fußballregeln eine Seitenwahl vor. Die Seitenwahl vor der Verlängerung verläuft genauso wie die Seitenwahl vor einer Partie. Vor einem Elfmeterschießen haben die Spielführer – im Gegensatz zu früheren Bestimmungen – nicht mehr die Möglichkeit, Einfluss auf die Wahl des Tores zu nehmen. Der Schiedsrichter entscheidet selbst, ob er aus Gründen der Sicherheit oder der Bespielbarkeit des Platzes das Tor selbst bestimmt oder das Los entscheiden lässt. Anschließend wird per Münzwurf entschieden, welche Mannschaft beim Elfmeterschießen beginnt. Der beim Münzwurf siegreiche Kapitän darf wählen, ob sein Team zuerst schießt oder den Torwart stellt. Üblicherweise wählen siegreiche Spielführer den ersten Schuss – aus gutem Grund: Statistiker haben ermittelt, dass die zuerst schießende Mannschaft in rund 60 Prozent der Fälle als Sieger vom Feld geht.

## Handball

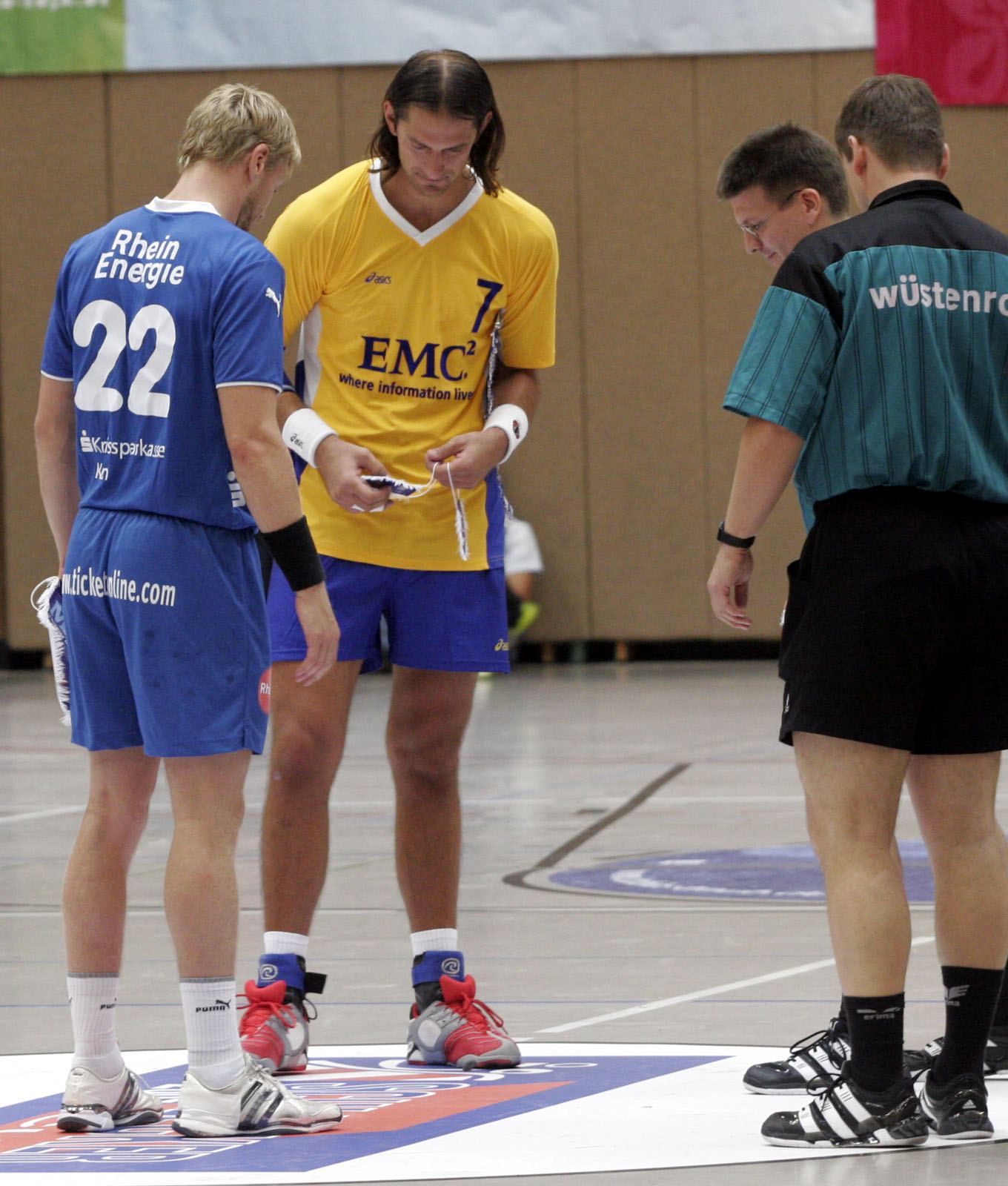
Seitenwahl in einem Handballspiel. Die vom Schiedsrichter geworfene Münze liegt auf dem Boden.

Beim Handball erfolgt die Auslosung der Seiten (Seitenwahl) meist per Münzwurf. In der Regel darf sich ein Spieler der Gastmannschaft für eine Münzseite vor dem Wurf entscheiden. Die Münze wirft einer der beiden Schiedsrichter. Die Mannschaft, die den Münzwurf gewinnt, darf zwischen Seite oder Anspiel wählen. Wählt sie das Anspiel, so darf die gegnerische Mannschaft die Seite wählen. Wählt sie dagegen die Seite, so bekommt der Gegner das Anspiel.
Bis zur Regeländerung am 1. August 2005 wurde die Seitenwahl vom Spielführer („Mannschaftskapitän“) vorgenommen. Mit Änderung dieser Regel kann nun jeder Spieler oder Offizielle einer Mannschaft an der Seitenwahl teilnehmen. Häufig erfolgt zusammen mit der Seitenwahl die Begrüßung der Mannschaften und Schiedsrichter, sowie bei besonderen Anlässen der Austausch von Wimpeln (siehe Foto). Um einen pünktlichen Spielbeginn zu gewährleisten, wird von vielen Schiedsrichtern die Seitenwahl bis zu 30 Minuten vor Spielbeginn durchgeführt.

## Badminton
Beim Badminton erfolgt die Auslosung der Seiten meist per Münzwurf durch den Schiedsrichter. Dabei darf der Gastspieler meist eine Münzseite wählen. Der Gewinner des Münzwurfs darf sich entweder für Auf- oder Rückschlag (Regel 6.1.1) oder eine Feldseite (Regel 6.1.2) entscheiden. Der Gegner darf die übriggebliebene Wahl treffen. In unteren Klassen ohne Schiedsrichter wird die Wahl meist von den beteiligten Spielern selbst durchgeführt. Dabei wird ein Federball mit den Federn nach unten auf die Netzkante gelegt und fallen gelassen. Es gewinnt die Wahl der Spieler, zu dessen Feldseite der Kork des Balles zeigt. Sollte ein Shuttlecock so auf den Federn liegen bleiben, dass der Kork zur Decke zeigt, wird die Wahl wiederholt.